# Kakasd
Kakasd es un pueblo ubicado en el distrito de Bonyhád, en el condado de Tolna, Hungría.

## Superficie
Posee una superficie de 20,78 kilómetros cuadrados.

## Demografía
Hasta 2019 la población era de 1621 habitantes, con una densidad de población de 78,01 habitantes por kilómetro cuadrado.